# Transport Infrastructure Ireland

Schieneninfrastruktur in Irland (2024)

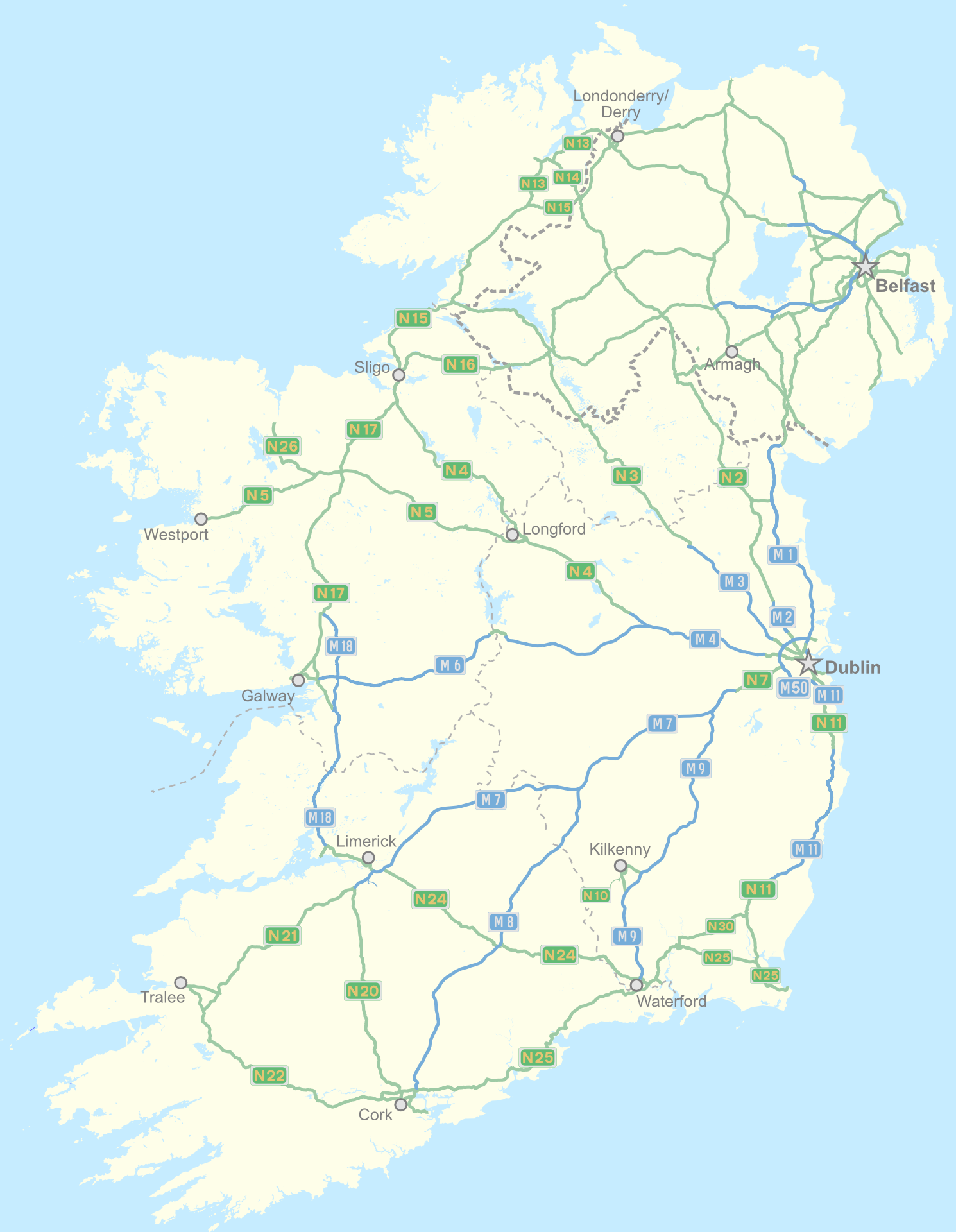
Nationalstraßen (Auswahl) und Autobahnen in Irland (2018)

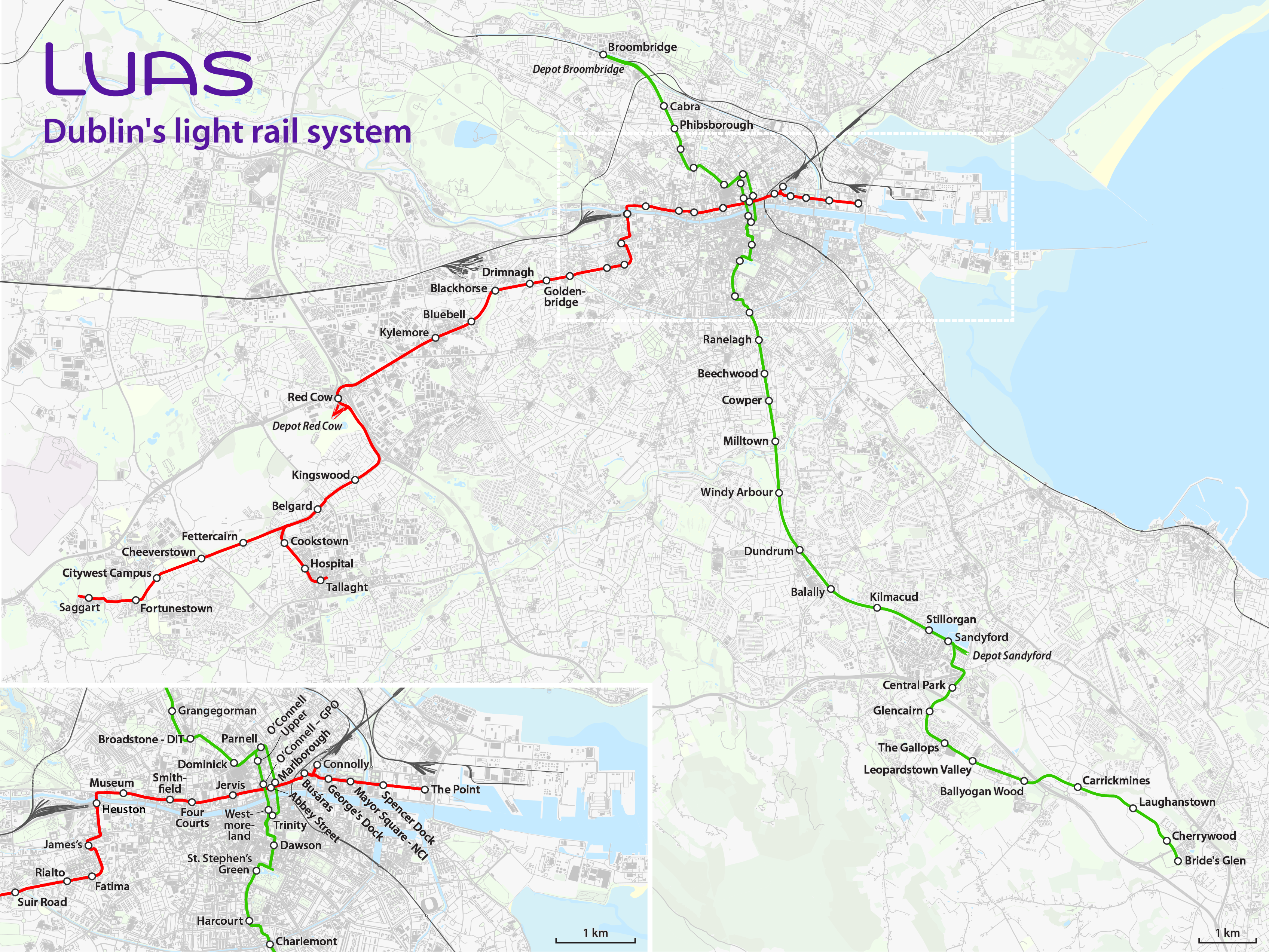
Luas

Transport Infrastructure Ireland (TII) (irisch Bonneagar Iompair Éireann) ist eine irische staatliche Agentur, die die Infrastruktur der Verkehrsträger Straße (nur mit nationaler Bedeutung) und Schiene kontrolliert. Das TII wurde am 1. August 2015 aus dem Zusammenschluss der National Road Authority (NRA) und der Railway Procurement Agency (RPA) durch den sog. Roads Act 2015 gebildet.
Für den ÖPNV einschließlich der Taxiregulierung ist die National Transport Authority zuständig. Diese beaufsichtigt auch Dublin Bus, Iarnród Éireann und Bus Éireann. Die Regulierung im Eisenbahnbereich erfolgt durch die Commission for Railway Regulation.
Die Behörde gehört zum Verkehrsministerium (derzeitiger Minister Darragh O’Brien) und wird von Peter Walsh als Geschäftsführer (CEO) und Gareth Llewellyn (Aufsichtsratsvorsitzender) geführt.
Das Budget der Behörde beträgt mehr als eine Milliarde Euro (1,3 Milliarden Euro, 2022). 2022 beschäftigte die TII 286 Mitarbeiter. Die Behörde ist in sieben Direktorate gegliedert.
Neben den Schienenwegen, den Autobahnen und Nationalstraßen ist TII Eigentümerin des Luas und von der zukünftigen MetroLink. Der Luas wird derzeit von Transdev betrieben.

## Standort
Transport Infrastructure Ireland sitzt im Parkgate Business Center in der Parkgate Street in Dublin (TII (Parkgate Street)).